# Бахит
Бахи́т (каз. Бақыт) — село у складі Мактааральського району Туркестанської області Казахстану. Входить до складу Мактааральського сільського округу.
До 2001 року село називалось Спутник.
Населення — 94 особи (2021; 102 у 2009, 99 у 1999, 65 у 1989).